# Pachythone sumare
Pachythone sumare is een vlindersoort uit de familie van de prachtvlinders (Riodinidae), onderfamilie Riodininae.
Pachythone sumare werd in 1999 beschreven door Callaghan.